# Fredonia (Arizona)
Fredonia – miasto w Stanach Zjednoczonych, w stanie Arizona, w hrabstwie Coconino.